# Kuratica

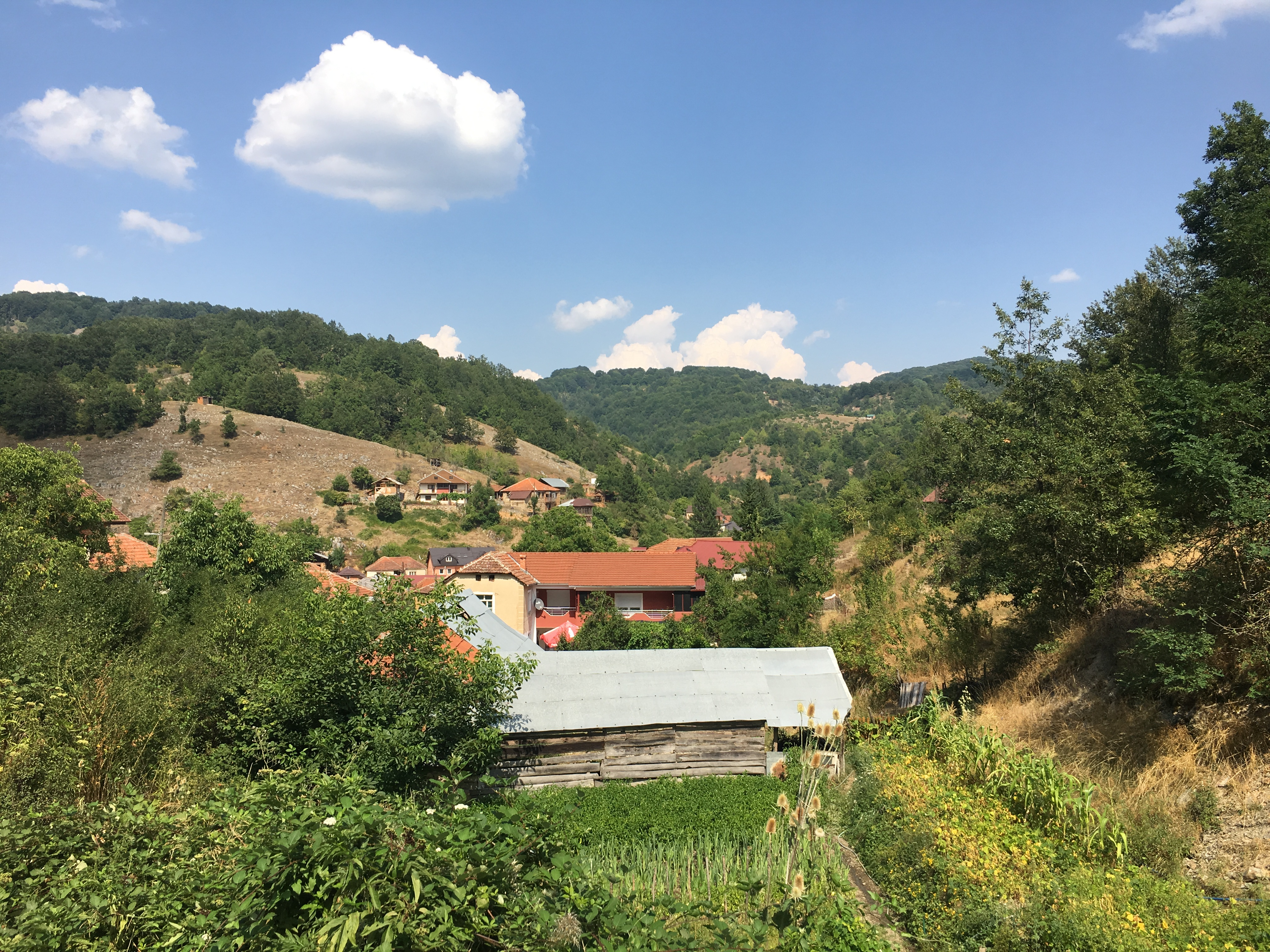
Pohled na Kuraticu

Kuratica (makedonsky: Куратица, slangově: Kurajca, Курајца) je vesnice v Severní Makedonii. Nachází se v opštině Ochrid v Jihozápadním regionu. Dříve patřila k opštině Kosel. 
Jméno vesnice má původ pravděpodobně v arumunštině, kde curat znamená čistý nebo rychlý. Vesnice se nachází nedaleko pohoří, které se zvedá ihned na rovině. 

## Demografie
Podle sčítání lidu z roku 2002 žije ve vesnici 326 obyvatel, všichni jsou Makedonci. 
| Rok            | 1900 | 1905 | 1948 | 1953  | 1961 | 1971 | 1981 | 1991 | 1994 | 2002 |
| -------------- | ---- | ---- | ---- | ----- | ---- | ---- | ---- | ---- | ---- | ---- |
| Počet obyvatel | 395  | 464  | 939  | 1 013 | 979  | 895  | 740  | 497  | 417  | 326  |